# 26591 Robertreeves
26591 Robertreeves (tên chỉ định: 2000 ET141) là một tiểu hành tinh vành đai chính. Nó được phát hiện bởi Richard E. Hill thông qua Catalina Sky Survey ngày 2 tháng 3 năm 2000. Nó được đặt theo tên Robert Reeves, an American astronomy photographer và author.